# MacSoft Games
MacSoft Games est une entreprise américaine basée à Plymouth aux États-Unis, spécialisée dans le développement et la commercialisation de logiciels sur Macintosh, ainsi que le portage de jeux Microsoft Windows sur Macintosh,. L'entreprise est une filiale du groupe The WizardWorks Group. En 1996, GT Interactive Software rachète The WizardWorks Group, MacSoft Games et les filiales de The WizardWorks Group sont intégrées dans le groupe dans une filiale de GTIS appelée GT Value Products. En 1999, GT Interactive Software est racheté par Infogrames Entertainment qui la renomme Infogrames Inc.. En 2003, Destineer rachète MacSoft Games et en devient une filiale.

## Description
MacSoft Games, fondé en 1993 dans le Minnesota par Peter Tamte (ancien vice-président exécutif de Bungie Software), exerce son activité dans le portage de jeux vidéo sur plateforme Macintosh. La gamme de MacSoft Games comprend des jeux portés depuis les versions Windows comme les séries Halo: Combat Evolved ou Age of Empires. MacSoft Games produit également des logiciels de productivité.
Le 25 juin 1996, GT Interactive Software rachète The WizardWorks Group, MacSoft Games et les filiales du groupe sont intégrées dans le groupe dans une filiale de GTIS appelée GT Value Products. En 1999, GT Interactive Software est racheté par Infogrames Entertainment qui la renomme Infogrames Inc..
Le 30 janvier 2003, Destineer annonce l'acquisition de MacSoft auprès d'Infogrames Entertainment. Peter Tamte rachète son entreprise car Destineer est fondé et dirigé Peter Tamte, fondateur de MacSoft Games.

Autre logo de MacSoft Games (ancien)

## Principaux jeux
- Age of Empires
- Age of Empires II: The Age of Kings
- Age of Empires III
- Age of Empires III: The War Chiefs
- Age of Empires III: The Asian Dynasties
- Age of Mythology
- Civilization II
- Deadlock: Planetary Conquest
- Duke Nukem 3D
- Fallout
- Halo: Combat Evolved
- Lode Runner 2
- Master of Orion II
- Max Payne
- Neverwinter Nights
- Neverwinter Nights: Shadows of Undrentide
- Neverwinter Nights: Hordes of the Underdark
- Quake
- Railroad Tycoon
- Railroad Tycoon 3
- Rainbow Six
- Rise of Nations Gold Edition
- Tropico
- Tropico 2: Pirate Cove
- Unreal
- Unreal Tournament 2004
- Zoo Tycoon 2